# Turó de Morera
El Turó de Morera és una muntanya de 1.576 metres que es troba entre els municipis de Viladrau i el Brull, a la comarca d'Osona.